# Psoriasis pustulosa
Psoriasis pustulosa is de benaming voor uitingsvormen van de huidziekte psoriasis die gekenmerkt worden door (steriele) pustels ("puistjes"). De pustels bevatten ontstekingscellen (vooral neutrofiele granulocyten), maar geen bacteriën of andere microorganismen, en ontstaan ook niet in haarzakjes, zoals de meeste andere pustels. Er zijn verschillende klinische beelden, gegeneraliseerd over het lichaam, maar ook beperkt tot handen en/of voeten.

## Gegeneraliseerde psoriasis pustulosa
Gegeneraliseerde psoriasis pustulosa (GPP) heet ook wel ziekte van Von Zumbusch. Dit is een uitbraak van kleine pustels op een rode, pijnlijke huid en gaat gepaard met koorts: de patiënt kan hierbij zeer ziek zijn. Voorkeursplekken zijn plooien en de schaamstreek. De pustels verdwijnen na een aantal dagen vanzelf met uitgebreide schilfering. Dergelijke uitbraken kunnen voorkomen bij een patiënt die al jaren gewoon psoriasis heeft. Ze worden uitgelokt door bijvoorbeeld zwangerschap (=impetigo herpetiformis), het afbouwen van corticosteroïden of infectie. Behandeling met retinoïden (acitretine, isotretinoïne) wordt vaak als eerste keus geadviseerd.

## Gelokaliseerde psoriasis pustulosa
- Ziekte van Andrews-Barber: chronisch recidiverend pustels gelokaliseerd aan handpalmen en voetzolen.
- Acrodermatitis continua van Hallopeau: chronisch recidiverend pustels, gelokaliseerd aan de vingertoppen (soms aan de tenen). Vaak ontstaan bij deze vormen pas na jaren huidklachten die meer op de gewone vormen van psorasis lijken.